# Hylaeus haemorrhous
Hylaeus haemorrhous là một loài Hymenoptera trong họ Colletidae. Loài này được Benoist mô tả khoa học năm 1946.